# Llanuras de Nínive
Llanuras de Nínive (siríaco clásico: ܦܩܥܬܐ ܕܢܝܢܘܐ, romanizado: Pqaʿtā ḏ-Nīnwē, siríaco moderno: ܕܫܬܐ ܕܢܝܢܘܐ, romanizado: Daštā d-Ninwe; árabe: سهل نينوى, romanizado: Sahl Naynawā; kurdo: Deşta Neynewa ,دهشتا دهشتا) es una región de la gobernación de Nínive en Irak, situada al norte y al este de la ciudad de Mosul. Algunas partes de las llanuras de Nínive están bajo control federal iraquí y otras partes bajo el control de la región del Kurdistán, incluyendo Lalish (desde 1991) y Ain Sifni (desde 2003).
Las llanuras tienen una población muy heterogénea con importantes árabes, asirios, kurdos, yazidíes, chabaquíes y turcomanos, e incluye ruinas de antiguas ciudades asirias y sitios religiosos, como Nimrud, Dur-Sharrukin, el monasterio de Mar Mattai, el monasterio Rabban Hormizd y la tumba de Nahum.

## Geografía y población
Las Llanuras de Nínive se encuentran al este, al noreste de la ciudad de Mosul en la Gobernación de Nínive iraquí. La antigua ciudad de Nínive estaba situada donde se encuentran hoy las afueras orientales de Mosul, a orillas del río Tigris. Las Llanuras de Nínive es la única región de Irak en la que una pluralidad de habitantes profesan el cristianismo siríaco. Antes de que ISIL invadiera Nínive, los asirios constituían alrededor del 40% de la población dentro de las llanuras.
Las llanuras de Nínive no solo es la patria histórica del pueblo asirio y un crisol de la civilización preárabe, prekurda, preislámica Mesopotamia, sino que es una región en la que actualmente la mayoría de la población procede de las minorías.

## Historia

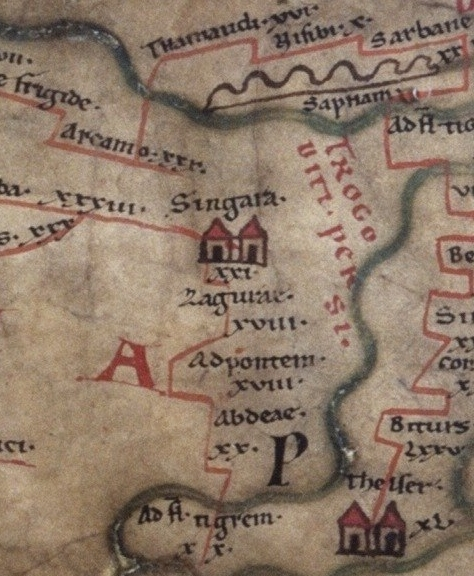
Singara en un detalle de la Tabula Peutingeriana, una copia medieval de un original romano del.

Un mapa de las provincias de la Jazira en la época medieval.

La Tabula Peutingeriana del mundo habitado conocida por los geógrafos romanos muestra a Singara situada al oeste de los Trogoditi Persi. (Latín: Troglodytae Persiae, «trogloditas persas») que habitaban el territorio alrededor del Jebel Sinjar. Para los árabes medievales, la mayor parte de la llanura era considerada como parte de la provincia de Diyar Rabi'a, la morada de la «tribu Rabī'a». La llanura fue el lugar donde se determinó el grado sexagesimal por Muhammad ibn Musa al-Khwarizmi y otros astrónomos durante el reinado del califa Al-Mamún.  Sinjar también contaba con una famosa Iglesia del Oriente, catedral en el siglo VIII.

### Ataques a los cristianos
Tras los ataques concertados contra los asirios en Irak, especialmente destacados por el bombardeo simultáneo del domingo 1 de agosto de 2004 de seis iglesias (Bagdad y Mosul) y el subsiguiente bombardeo de casi treinta iglesias más en todo el país, el liderazgo asirio, tanto interna como externamente, comenzó a considerar las Llanuras de Nínive como el lugar donde la seguridad para los cristianos pudiera ser posible. Las escuelas recibieron especialmente mucha atención en esta área y en las áreas kurdas donde vive la población asiria concentrada. Además, la agricultura y las clínicas médicas recibieron ayuda financiera de la diáspora asiria.
A medida que aumentaban los ataques contra los cristianos en Basora, Bagdad, Ramadi y en ciudades más pequeñas, más familias se dirigieron hacia el norte, a las propiedades de la familia extendida en las Llanuras de Nínive. Este lugar de refugio sigue sin contar con fondos suficientes y con una grave carencia de infraestructuras para ayudar a la población de desplazados internos, cada vez más numerosa.
En febrero de 2010, los ataques contra los asirios en Mosul obligaron a 4300 asirios a huir a las llanuras de Nínive donde hay una población de mayoría asiria. A partir de 2012, también empezó a recibir afluencias de asirios procedentes de Siria debido a la guerra civil en ese país.
En agosto de 2014, casi todos los habitantes no suníes de las regiones del sur de las Llanuras fueron expulsados por el Estado Islámico durante la ofensiva del norte de Irak en 2014.

### Creación de una provincia autónoma
Las ciudades y pueblos habitados por asirios en la Llanura de Nínive forman una concentración de aquellos que pertenecen a las tradiciones cristianas sirias, y dado que esta zona es el antiguo hogar del imperio asirio a través del cual el pueblo traza su patrimonio cultural, la Llanura de Nínive es la zona en la que se ha concentrado el esfuerzo de formar uno. Ha habido llamamientos por parte de algunos políticos dentro y fuera de Irak para crear una región autónoma para los asirios en esta zona.
«En la Ley Administrativa de Transición aprobada en marzo de 2004 en Bagdad, no solo se establecieron disposiciones para la preservación de la cultura asiria a través de la educación y los medios de comunicación, sino que también se aceptó una disposición relativa a una unidad administrativa. El artículo 125 de la Constitución de Iraq establece que "Esta Constitución garantizará los derechos administrativos, políticos, culturales y educativos de las diversas nacionalidades, como turcomanos, caldeos, asirios y todos los demás constituyentes, y esto se regulará por ley». Dado que las ciudades y pueblos de la Llanura de Nínive forman una concentración de los que pertenecen a las tradiciones cristianas sirias, y dado que esta zona es el antiguo hogar del imperio asirio a través del cual estos pueblos trazan su patrimonio cultural, la Llanura de Nínive es el área en la que se han concentrado los esfuerzos para formar una entidad asiria autónoma. El mismo artículo se ha utilizado para proclamar una provincia autónoma para el pueblo yazidí.
El 21 de enero de 2014, el gobierno iraquí declaró que las Llanuras de Nínive se convertirían en una nueva provincia, que serviría como un refugio seguro para los asirios.
Tras la liberación de las Llanuras de Nínive de ISIL entre 2016/2017, todos los partidos políticos asirios pidieron a la Unión Europea y al Consejo de Seguridad de la ONU la creación de una provincia asiria autoadministrada en dichas Llanuras.
Entre el 28 y el 30 de junio de 2017, se celebró una conferencia en Bruselas llamada The Future for Christians in Iraq. La conferencia fue organizada por el Partido Popular Europeo y contó con la participación de organizaciones asirias/caldeas/siríacas, incluyendo representantes del gobierno federal iraquí y de la región del Kurdistán. La conferencia fue boicoteada por el Movimiento Democrático Asirio, Hijos de Mesopotamia, Partido Patriótico Asirio, Iglesia católica caldea e Iglesia asiria del Oriente. Las demás organizaciones políticas involucradas firmaron un documento de posicionamiento.

## Iglesias
Las cinco iglesias patriarcales representadas son: 
- Antigua Iglesia del Oriente
- Iglesia asiria del Oriente
- Iglesia católica caldea
- Iglesia católica siria

## Economía
Las Llanuras de Nínive parecen tener bajo sus ricas tierras agrícolas una extensión de los campos petrolíferos explotados en 2006 por la región del Kurdistán en contrato directo con empresas extranjeras de exploración petrolera. Se cree que este incentivo adicional para la absorción por el Gobierno Regional del Kurdistán de la región puede conducir a un conflicto económico con las tribus árabes suníes en la propia región de Mosul. Los asirios afirman que sin la administración autónoma de las Llanuras de Nínive, la presencia indígena asiria en su antigua patria podría desaparecer. Hay algunas reservas de petróleo en las Llanuras.
La mayoría de los habitantes han practicado la agricultura de secano desde tiempos antiguos y dependen de las fértiles llanuras del sur, cultivando productos agrícolas como el grano, el trigo, las judías y en el verano productos como el melón y el pepino. Los agricultores siguieron durante varios siglos, antiguos métodos no tecnológicos en su agricultura, y su sustento siempre estuvo amenazado debido a la traición de la naturaleza en situaciones de sequía o epidemias de plantas como la de la langosta. Además de las tierras de cultivo, en los viñedos también se practica otra agricultura. Las vides se extienden por todo el pueblo y producen varios tipos de uvas, entre las que se encuentran las uvas negras, muy conocidas en el norte de Irak.
Ya existen la maquinaria agrícola moderna como tractores, cosechadoras-trilladoras (segadoras), junto con nuevos métodos de tratamiento y curación de epidemias de plantas. Sin embargo, la irrigación sigue siendo un problema en la zona, y la agricultura todavía depende de las lluvias. En la actualidad, una docena de granjas pertenecen ahora al gobierno y son delegadas a sus propietarios para que las utilicen, ya que la mayoría fueron tomadas durante el control de Saddam Hussein. El asentamiento asirio de Alqosh disfrutó de ser un importante centro de comercio para las diversas aldeas kurdas, yazidíes y árabes de la región y alberga un gran mercado que recibe productos agrícolas y animales de toda la región.